# Marooned off Vesta
Marooned off Vesta är en science fiction-novell skriven av Isaac Asimov, och ursprungligen publicerad i mars 1939 i tidskriften Amazing Stories.

## Handling
Tre män överlever en olycka med rymdfarkosten "Silver Queen" i asteroidbältet, som snart befinner sig i omloppsbana runt Vesta. De har tre lufttäta rum, en rymddräkt, tre dagars luft och mat för en vecka och vatten för ett år. Trots begränsade resurser lyckas de rädda sig själva. 

### Fotnoter
1. ↑  ”Marooned off Vesta”. Jenkins’ Spoiler-Laden Guide to Isaac Asimov. 26 februari 1939. http://www.asimovreviews.net/Stories/Story165.html. Läst 3 oktober 2014.